# Meljak (Barajevo)
Meljak (Servisch cyrillisch Мељак) is een plaats in de Servische gemeente Barajevo. De plaats telt 1772 inwoners (2002).